# Донохью, Марк
Марк Ни́ри До́нохью-мла́дший (англ. Mark Neary Donohue, Jr., 18 марта 1937 года, Саммит, штат Нью-Джерси — 19 августа 1975 года, Грац) — американский автогонщик, участник чемпионата мира по автогонкам в классе Формула-1. Победитель 500 миль Индианаполиса в 1972 году. Погиб в Гран-при Австрии 1975 года.

## Биография
В 1959 году окончил Брауновский университет по специальности «машиностроение». В 1961 году одержал победу в одном из классов чемпионата SCCA на автомобиле «Elva», в 1965 году выиграл чемпионат SCCA в классах В и С и дебютировал в соревнованиях спортпрототипов, приняв участие в гонке «12 часов Себринга». На следующий год стал серебряным призёром гонки «12 часов Себринга» и выиграл гонку серии «Кан-Ам» в Моспорт-Парке. В то же время перешёл в команду своего старого знакомого Роджера Пенске, в которой одержал большинство своих дальнейших побед. В 1967—68 годах дважды становился чемпионом USRRC и побеждал в чемпионате «Транс-Ам» 1968 года. В 1969 году вновь выиграл чемпионат «Транс-Ам» и дебютировал в гонке «Инди-500», в которой занял седьмое место, став «Новичком года». На следующий год финишировал вторым в Инди-500 и выиграл две гонки в «Формуле-А».
В 1971 году дебютировал в чемпионате мира Формулы-1, уже в дебютной гонке занял третье место на Гран-при Канады 1971 года. Был заявлен на Гран-при США того же года, но вместо этого стартовал в гонке чемпионата USAC. В 1972—73 годах продолжил выступления в североамериканских чемпионатах, победил в гонке Инди-500 1972 года на автомобиле McLaren и стал чемпионом Кан-Ам за рулём Porsche 917/30, одержав 6 побед в 8 гонках. В 1974 году команда «Пенске» перешла в чемпионат мира Формулы-1 и Донохью стал её единственным пилотом в этом чемпионате. В 13 стартах сезонов 1974—75 годов Донохью набрал четыре очка за два пятых места. На тренировке перед Гран-при Австрии 1975 года на стартовой прямой на его автомобиле лопнула шина, машина вылетела за пределы трассы, попутно сбив двух судей, один из которых скончался. Сам Донохью был отправлен в больницу, где спустя три дня умер от повреждений головного мозга.
В 1990 году введён в Международный зал славы моторного спорта

## Результаты гонок в Формуле-1
| Легенда к таблице |                                                                    |
| --- | ------------------------------------------------------------------ |
| В таблице перечислены результаты всех Гран-при Формулы-1, в которых принимал участие гонщик. Строками таблицы являются сезоны, столбцами — этапы чемпионата мира. В каждой клетке указаны сокращённое название этапа и результат, дополнительно обозначенный цветом. Расшифровка обозначений и цветов представлена в нижеследующей таблице. |                                                                    |
| \| Пример \| Описание \| \| ------------ \| ------------------------------------------------------------------ \| \| 1 \| Победитель \| \| 2 \| Второе место \| \| 3 \| Третье место \| \| 5 \| Финишировал, заработав очки \| \| Сход \| Не финишировал, но при этом заработал очки \| \| 12 \| Финишировал, не получив очков \| \| НКЛ \| Финишировал, но не попал в финальную классификацию \| \| 15 \| Участвовал вне зачёта, либо по отдельной классификации \| \| 18 \| Не финишировал, но попал в финальную классификацию \| \| Сход \| Не финишировал \| \| НКВ \| Не прошёл квалификацию \| \| НПКВ \| Не прошёл предквалификацию \| \| ДСК \| Дисквалифицирован \| \| ИСК \| Исключён из протокола соревнований \| \| ТТ \| Заявлен для участия только в тренировках \| \| НС \| Участвовал в квалификации, но не стартовал в гонке \| \| Т \| Травмирован или болен \| \| ОТК \| Отказ от участия \| \| НТР \| Прибыл на соревнования, но на трассу не выезжал \| \| НПР \| Был заявлен в числе участников, но не прибыл к началу соревнований \| \| О \| Соревнования отменены \| \| \| Не участвовал \| \| Поул-позиция \| \| \| Быстрый круг \| \| |                                                                    |
| Пример | Описание                                                           |
| 1 | Победитель                                                         |
| 2 | Второе место                                                       |
| 3 | Третье место                                                       |
| 5 | Финишировал, заработав очки                                        |
| Сход | Не финишировал, но при этом заработал очки                         |
| 12 | Финишировал, не получив очков                                      |
| НКЛ | Финишировал, но не попал в финальную классификацию                 |
| 15 | Участвовал вне зачёта, либо по отдельной классификации             |
| 18 | Не финишировал, но попал в финальную классификацию                 |
| Сход | Не финишировал                                                     |
| НКВ | Не прошёл квалификацию                                             |
| НПКВ | Не прошёл предквалификацию                                         |
| ДСК | Дисквалифицирован                                                  |
| ИСК | Исключён из протокола соревнований                                 |
| ТТ | Заявлен для участия только в тренировках                           |
| НС | Участвовал в квалификации, но не стартовал в гонке                 |
| Т | Травмирован или болен                                              |
| ОТК | Отказ от участия                                                   |
| НТР | Прибыл на соревнования, но на трассу не выезжал                    |
| НПР | Был заявлен в числе участников, но не прибыл к началу соревнований |
| О | Соревнования отменены                                              |
| | Не участвовал                                                      |
| Поул-позиция |                                                                    |
| Быстрый круг |                                                                    |

| Сезон | Команда | Шасси        | Двигатель | Ш | 1     | 2        | 3     | 4        | 5        | 6      | 7     | 8     | 9        | 10    | 11       | 12     | 13  | 14     | 15       | Место | Очки |
| ----- | ------- | ------------ | --------- | - | ----- | -------- | ----- | -------- | -------- | ------ | ----- | ----- | -------- | ----- | -------- | ------ | --- | ------ | -------- | ----- | ---- |
| 1971  | Пенске  | McLaren М19А | Косворт   | G | ЮАР   | ИСП      | МОН   | НИД      | ФРА      | ВЕЛ    | ГЕР   | АВТ   | ИТА      | КАН 3 | США НС   |        |     |        |          | 16    | 4    |
| 1974  | Пенске  | Penske PC1   | Косворт   | G | АРГ   | БРА      | ЮАР   | ИСП      | БЕЛ      | МОН    | ШВЕ   | НИД   | ФРА      | ВЕЛ   | ГЕР      | АВТ    | ИТА | КАН 12 | США Сход | -     | 0    |
| 1975  | Пенске  | Penske PC1   | Косворт   | G | АРГ 7 | БРА Сход | ЮАР 8 | ИСП Сход | МОН Сход | БЕЛ 11 | ШВЕ 5 | НИД 8 | ФРА Сход |       |          |        |     |        |          | 15    | 4    |
| 1975  | Пенске  | March 751    | Косворт   | G |       |          |       |          |          |        |       |       |          | ВЕЛ 5 | ГЕР Сход | АВТ НС | ИТА | США    |          | 15    | 4    |